# Universitario de Popayán
O Universitario de Popayán foi um clube de futebol profissional da cidade de Popayán, capital do departamento de Cauca. Foi fundado em 21 de maio de 2011, Disputava a segunda divisão do futebol profissional colombiano.